# Eduardo Zorita
Eduardo Zorita (Madrid, 1961) es un paleoclimatólogo español. En 2010, fue científico Sr en el Instituto de Estudios Costeros, GKSS Centro de Búsqueda en Geesthacht, Alemania, donde ha trabajado desde 1996.
 Zorita es coautor contribuyente al Cuarto Informe de Valoración del IPCC, y es editor de revisión de la revista Climate Research.
Recibió su Ph.D en física de estado sólido por la Universidad de Zaragoza en 1988, y entonces realizó estudios posdoctorales en el Instituto Max Planck para Meteorología, Hamburgo. Fue investigador asociado en el Laboratoire de Océanographie Dynamique et de Climatologie (LOCEAN), Pierre-y-Marie-Curie Universidad, París, de 1994 a 1995.
Es un colaborador regular del Die Klimazwiebel, un blog de ciencia del clima operado por Hans von Storch, Zorita y otros científicos de clima.

## Unidad de Estudios de Clima y la controversia de lose-mails
Al principio de la controversia de los emails de la Unidad de Búsqueda Climático (Climategate) Zorita publicó su opinión en su sitio web personal. Y se republicó en el Wall Street Journal el 5 de diciembre de 2009:
Zorita instaló el blog Klimazwiebel poco después, el 9 de diciembre de 2009. En una entrevista de 2012, con Hans von Storch, Zorita dijo:

"Climategate no demostró que los elementos esenciales de la ciencia del clima estaban mal o que el cambio climático antropogénico es el resultado de una conspiración. Se mostró que algunos científicos presentaron una historia limpia, limpia de lo que realmente es, y, al hacerlo, fueron un poco lejos. "Él sentía que al tratar de presentar un mensaje claro, los científicos habían perdido credibilidad pública, pero grupos independientes que controlan el trabajo, encontraron que las conclusiones originales estaban en orden. en particular, los principales conjuntos de datos de temperatura de superficie que había sido puesto en duda fueron confirmados por el análisis de datos de Muller y col.

## Algunas publicaciones
- Frank, D.; Esper, J.; Zorita, E.; Wilson, R. (2010). «A noodle, hockey stick, and spaghetti plate: A perspective on high-resolution paleoclimatology». Wiley Interdisciplinary Reviews: Climate Change 1 (4): 507. doi:10.1002/wcc.53.Wiley Revisiones interdisciplinarias: Cambio de Clima. Frank, D.; Esper, J.; Zorita, E.; Wilson, R. (2010). «A noodle, hockey stick, and spaghetti plate: A perspective on high-resolution paleoclimatology». Wiley Interdisciplinary Reviews: Climate Change 1 (4): 507. doi:10.1002/wcc.53. (Frank, D.; Esper, J.; Zorita, E.; Wilson, R. (2010). «A noodle, hockey stick, and spaghetti plate: A perspective on high-resolution paleoclimatology». Wiley Interdisciplinary Reviews: Climate Change 1 (4): 507. doi:10.1002/wcc.53.): 507. doi:10.1002/wcc.53.

- Zorita, E. (2010). «European temperature records of the past five centuries based on documentary/instrumental information compared to climate simulations». Climate Change 101: 143. doi:10.1007/s10584-010-9824-7. Archivado desde el original el 19 de julio de 2011. Zorita, E. (2010). «European temperature records of the past five centuries based on documentary/instrumental information compared to climate simulations». Climate Change 101: 143. doi:10.1007/s10584-010-9824-7. Archivado desde el original el 19 de julio de 2011.: 143. doi:10.1007/s10584-010-9824-7.

- González-Rouco, J. F.; Beltrami, H.; Zorita, E.; Stevens, M. B. (2009). «Borehole climatology: A discussion based on contributions from climate modeling». Climate of the Past 5: 97. doi:10.5194/cp-5-97-2009. González-Rouco, J. F.; Beltrami, H.; Zorita, E.; Stevens, M. B. (2009). «Borehole climatology: A discussion based on contributions from climate modeling». Climate of the Past 5: 97. doi:10.5194/cp-5-97-2009.: 97. doi:10.5194/cp-5-97-2009.

- Zorita, E.; Stocker, T. F.; von Storch, H. (2008). «How unusual is the recent series of warm years?». Geophysical Research Letters 35 (24). Bibcode:2008GeoRL..3524706Z. doi:10.1029/2008GL036228. Resumen divulgativo – Science Daily (10 January 2009). Zorita, E.; Stocker, T. F.; von Storch, H. (2008). «How unusual is the recent series of warm years?». Geophysical Research Letters 35 (24). Bibcode:2008GeoRL..3524706Z. doi:10.1029/2008GL036228. Resumen divulgativo – Science Daily (10 January 2009). Zorita, E.; Stocker, T. F.; von Storch, H. (2008). «How unusual is the recent series of warm years?». Geophysical Research Letters 35 (24). Bibcode:2008GeoRL..3524706Z. doi:10.1029/2008GL036228. Resumen divulgativo – Science Daily (10 January 2009). (10 de enero de 2009).

- «The decay of the hockey stick». Climate Feedback. Nature Climate Change. 3 de mayo de 2007. Archivado desde el original el 2 de enero de 2011. Consultado el 26 de septiembre de 2016.

- von Storch, H.; Zorita, E.; Jones, J. M.; Dimitriev, Y.; González-Rouco, F.; Tett, S. F. (2004). «Reconstructing past climate from noisy data». Science 306 (5696): 679-682. Bibcode:2004Sci...306..679V. PMID 15459344. doi:10.1126/science.1096109. von Storch, H.; Zorita, E.; Jones, J. M.; Dimitriev, Y.; González-Rouco, F.; Tett, S. F. (2004). «Reconstructing past climate from noisy data». Science 306 (5696): 679-682. Bibcode:2004Sci...306..679V. PMID 15459344. doi:10.1126/science.1096109.

- Zorita, E.; von Storch, H. (1999). «The Analog Method as a Simple Statistical Downscaling Technique: Comparison with More Complicated Methods». Journal of Climate 12 (8): 2474. Bibcode:1999JCli...12.2474Z. doi:10.1175/1520-0442(1999)012<2474:TAMAAS>2.0.CO;2.CO;2.

- von Storch, H.; Zorita, E.; Cubasch, U. (1993). «Downscaling of Global Climate Change Estimates to Regional Scales: An Application to Iberian Rainfall in Wintertime». Journal of Climate 6 (6): 1161. Bibcode:1993JCli....6.1161V. doi:10.1175/1520-0442(1993)006<1161:DOGCCE>2.0.CO;2.CO;2.